# Club Africain
Club Africain (în arabă النادي الافريقي) concurează în Campionatul Tunisiei. Acest club activează pe mai multe ramuri ale sportului cum ar fi: fotbal, handbal, baschet, înot și volei. Club Africain nu este cel mai de succes, dar cel mai popular club de fotbal din Tunisia. Echipa de fotbal a fost primul club tunisian care a câștigat un trofeu internațional în 1971, când au câștigat Cupa Cupelor Maghreb.

## Palmares

### Competiții interne
- Liga Profesionistă 1 din Tunisia

Campioană (13): 1946-47, 1947–48, 1963–64, 1966–67, 1972–73, 1973–74, 1978–79, 1979–80, 1989–90, 1991–92, 1995–96, 2007–08, 2014–15,
- Cupa Tunisiei

Campioană (13): 1964–65, 1966–67, 1967–68, 1968–69, 1969–70, 1971–72, 1972–73, 1975–76, 1991–92, 1997–98, 1999–00, 2016–17, 2017–18
- Supercupa Tunisiei

Campioană(3):  1968, 1970, 1979

### CompetițiiCAF
- Liga Campionilor CAF

Campioană (1): 1991
- Cupa Confederației CAF

Finalistă (1) : 2011 
- Cupa Cupelor CAF

Finalistă (2) : 1990, 1999 
- Cupa Afro-Asiatică

Campioană : 1992

### Competiții regionale
- Cupa Campionilor al Cluburilor Arabe

Campioană (1): 1997
Finalistă (2) : 1988, 2002 
- Supercupa Arabă

Finalistă (1) : 1998 
- Cupa Cupelor Arabă

Campioană : 1995
- Cupa Campionilor din Africa de Nord

Campioană : 2008, 2010
- Cupa Campionilor Maghreb

Campioană : 1974, 1975, 1976
- Cupa Cupelor Maghreb

Campioană : 1971
Finalistă : 1972, 1973 

## Legături externe
- Site web oficial